# Seznam korutanských vévodů
Seznam korutanských vévodů uvádí panovníky, kteří vládli na území Korutan, a to před vznikem Korutanského vévodství v roce 976 jako zemská knížata, a od roku 976 jako vévodové.  
| Zemská knížata                |                          |              | |
| Karlovská dynastie (Karlovci) |                          |              | |
| Portrét                       | Jméno                    | Období vlády | Poznámky |
|                               | Karloman                 | 861–864      | také italský král a bavorský vévoda                                                                                 |
|                               | Arnulf I.                | 876–880      | také král italský a východofrancký a bavorský vévoda                                                                |
| Luitpoldovská dynastie        |                          |              | |
| Portrét                       | Jméno                    | Období vlády | Poznámky |
|                               | Luitpold                 | 899–907      | také markrabě hornopanonský (kníže Blatenský), z Blatnogradu a Balatonu ho vyhnal panonský kníže Pobraslav          |
|                               | Arnulf II. Zlý           | 907–937      | také bavorský vévoda                                                                                                |
|                               | Bertold                  | 937–947      | také bavorský vévoda                                                                                                |
| Otonovská dynastie            |                          |              | |
| Portrét                       | Jméno                    | Období vlády | Poznámky |
|                               | Jindřich I.              | 948–955      | také bavorský vévoda                                                                                                |
|                               | Jindřich II. Hašteřák    | 955–976      | také bavorský vévoda a veronský markrabě                                                                            |
| Vévodové                      |                          |              | |
| Luitpoldovská dynastie        |                          |              | |
| Portrét                       | Jméno                    | Období vlády | Poznámky |
|                               | Jindřich III. Mladší     | 976–978      | také bavorský vévoda a veronský markrabě                                                                            |
| Habsburská dynastie           |                          |              | |
| Portrét                       | Jméno                    | Období vlády | Poznámky |
|                               | Albrecht I. z Karantánie | 1335–1358    | zdědil Karantánii po Jindřichovi VI. Meinhardovci                                                                   |
|                               | Rudolf II. Zakladatel    | 1358–1365    | syn Albrechta I. |
|                               | Albrecht II.             | 1365–1395    | také rakouský a štýrský vévoda (1365–1395) a hrabě tyrolský (1386–1395)                                             |
|                               | Leopold                  | 1379–1386    | také hrabě tyrolský (1365–1386), korutanský vévoda společně s bratrem Albrechtem III.                               |
|                               | Vilém                    | 1386–1406    | syn Leopolda III., do roku 1395 korutanský vévoda společně se strýcem Albrechtem III.                               |
|                               | Arnošt Železný           | 1406–1424    | také vévoda štýrský a kraňský                                                                                       |
|                               | Fridrich II.             | 1424–1493    | také císař Svaté říše římské jako Fridrich III. a římsko-německý král jako Fridrich IV., rovněž rakouský arcivévoda |

## Související články

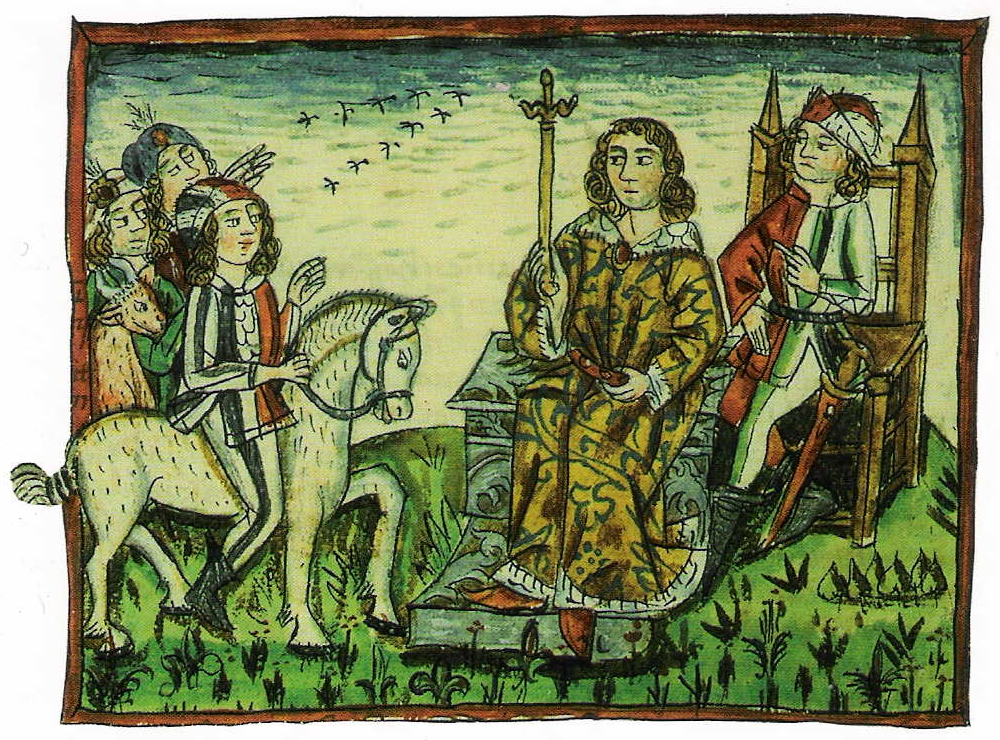
Korutanský vévoda na dědičném stolci (14. století)